# Олег Каданов
Олег Каданов (нар. 16 листопада 1977) — український музикант, поет, актор, лідер гурту «Оркестр Че» (розпався 2016 року), учасник проєктів «Мантри Керуака», «Лінія Маннергейма», «Жовте хворе людське обличчя». Живе і працює у Харкові.

## Біографія
Народився 16 листопада 1977 року в Івано-Франківську. Батьки — професійні актори.
1997 року вступив до Харківського Інституту мистецтв імені Івана Котляревського на театральний факультет.
2002 року працював в театрі-студії «Арабески».
2003 — відпрацював сезон в Харківському Театрі юного глядача.
2005 — працював в Харківському Театрі ляльок.
2008 — грав у виставі театру «Нова сцена».
2018 року Олег Каданов зіграв у фільмі «Дике поле» роль контрабандиста Толіка. Це була його перша роль у повнометражному фільмі.
Тогоріч у харківському видавництві «Vivat» вийшла збірка поезій Олега Каданова «Не я, а той».
З 2002 до 2016 року Олег був лідером харківського гурту «Оркестр Че» (соліст, автор пісень). Влітку 2016-го року він так схарактеризував творчість гурту:
|  | Зрозуміло, що у «Оркестру Че» немає великої аудиторії, оскільки ми — контркультура. Якби я робив це задля слави чи грошей, ця музика була б іншою. |

2017 року став учасником музичних проєктів «Лінія Маннергейма» і «Мантра Керуака». Пісні гурту «Мантра Керуака» поєднують різні музичні стилі, а також включають нойз та авангардні тексти.
2018 року одна з пісень колективу («Будда»), увійшла у саундтрек до фільму «Дике поле».
18 травня 2019 року музикантів гурту обікрали у Києві під час знімання кліпу на Трухановому острові, через що гурт втратив майже повністю готовий дебютний альбом.
7 грудня 2020 року побачив світ дебютний альбом гурту «Імітація імітації».

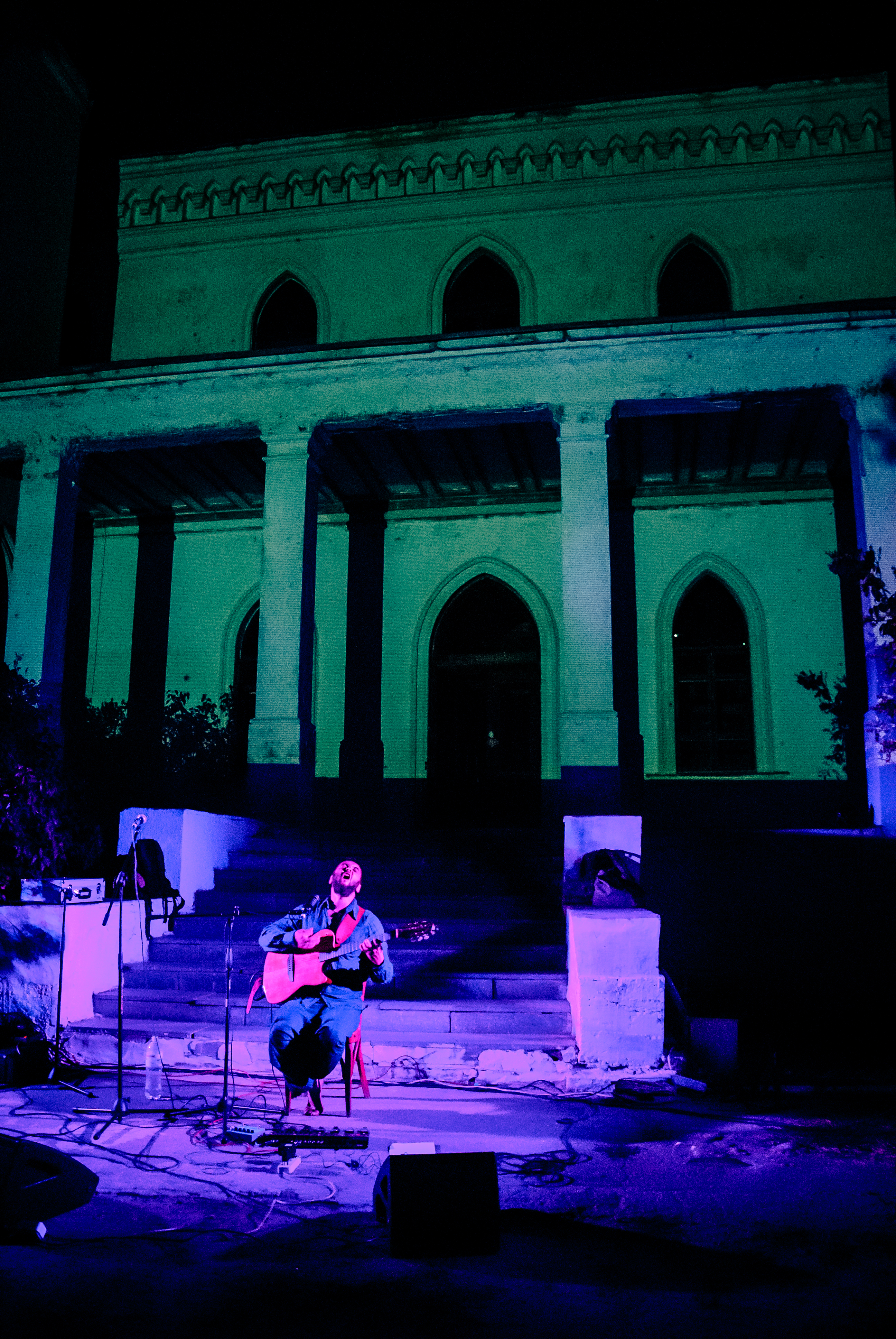
Виступ на фестивалі Живи-Фест, 2018 рік

2017 року разом з колишнім учасником «Оркестру Че» Іваном Кондратовим і директором гурту Антоном Бегменком — створив віртуальний проєкт «Жовте хворе людське обличчя».
Склад
- Олег Каданов — голос, гітара, текст, музика
- Іван Кондратов — бас, синтезатор
- Антон Бегменко — ударні
- Стас Кононов — гітара

2018 року одна з пісень колективу («Бог — серйозний чоловік») також увійшла у саундтрек до фільму «Дике поле».
|   | «Трек записали після розпаду “Оркестру Че”. Для “Мантри Керуака” він не підходив. Ми грали у свій час, щось вигадували, та зробити повноцінний бенд не виходило. Демку пісні почув Ярік Лодигін і загорівся, щоб вона пролунала у фільмі. Ми її записали з Алтуніним [Артем Алтунін, звукорежисер]. Ось поки і вся історія “жовтого обличчя”». |
| — | |

22 серпня 2022 року Олег Каданов та Стас Кононов випустили альбом «Чи то так, Чи то ні» з 9 треків. Він був готовий напередодні 24 лютого, але вихід відклали через повномасштабне вторгнення.